# Triangle harmonique de Leibniz
Le triangle harmonique de Leibniz est un tableau triangulaire de fractions unitaires dans lequel les termes des diagonales extérieures sont les inverses du numéro de la ligne et dont chaque terme intérieur est la différence du terme au-dessus à gauche et du terme à sa gauche.
Les huit premières lignes en sont :
Les dénominateurs sont listés dans la suite A003506 de l'OEIS.

## Historique
D'après Charles Henry, c'est en 1672 que Leibniz eut l'idée de son triangle. Il l'a baptisé triangle harmonique, vu sa construction à partir de la série harmonique. 

## Définitions

### 1) par récurrence
Comme pour le triangle de Pascal, on peut présenter le triangle de Leibniz comme suit :
{\displaystyle {\begin{array}{cc|cccccc}&k&1&2&3&4&5&6\\n&&\\\hline 1&&1\\2&&1/2&1/2\\3&&1/3&1/6&1/3\\4&&1/4&1/12&1/12&1/4\\5&&1/5&1/20&1/30&1/20&1/5\\6&&1/6&1/30&1/60&1/60&1/30&1/6\end{array}}}
Sous cette forme, la première colonne forme la série harmonique, et chaque terme est la différence du terme au-dessus à gauche et du terme à gauche.
{\displaystyle L(n,k)} désignant le terme de la ligne n et de la colonne k, les nombres {\displaystyle L(n,k)} pour {\displaystyle 1\leqslant k\leqslant n} se calculent donc par récurrence par les relations :
{\displaystyle L(n,1)=1/n} pour {\displaystyle n\geqslant 1} et {\displaystyle L(n,k)=L(n-1,k-1)-L(n,k-1)} pour {\displaystyle 2\leqslant k\leqslant n}.

### 2) par une formule directe
Dans le triangle de Pascal, les termes se calculent à l'aide des coefficients binomiaux. Il en va de même pour le triangle de Leibniz : {\displaystyle L(n,k)={\frac {1}{n{n-1 \choose k-1}}}={\frac {1}{k{n \choose k}}}={\frac {(k-1)!}{n(n-1)..(n-(k-1))}}}, ce qui montre que les termes sont bien des fractions unitaires.
Par exemple, {\displaystyle L(n,2)={\frac {1}{n(n-1)}}}, {\displaystyle L(n,3)={\frac {2}{n(n-1)(n-2)}}}.
On a aussi {\displaystyle L(n,k)=\int _{0}^{1}\!x^{k-1}(1-x)^{n-k}\,dx=\mathrm {B} (k,n-k+1)}, où {\displaystyle \mathrm {B} } est la fonction bêta.

## Propriétés
1. Dans le triangle de Pascal, chaque terme est la somme de deux termes de la rangée supérieure. Dans le triangle de Leibniz, chaque terme est la somme de deux termes de la rangée inférieure. En effet {\displaystyle L(n,k)=L(n+1,k)+L(n+1,k+1)}.
2. Chaque valeur dans ce triangle égale le terme initial divisé par le terme correspondant dans le triangle de Pascal[2]. Par exemple, dans la 6e ligne, le premier terme est 1/6, le deuxième est 1/30 et le troisième est 1/60. Dans le triangle de Pascal, les deuxième et troisième termes sont 5 et 10. Donc, 1/30 = 1/6 ÷ 5 et 1/60 = 1/6 ÷ 10.
3. le triangle (sous sa première forme), est symétrique par rapport à la verticale : {\displaystyle L(n,k)=L(n,n-k+1)}. Chaque terme intérieur est donc aussi la différence du terme au-dessus à droite et du terme à sa droite.
4. Le triangle des dénominateurs des termes, qui sont aussi leurs inverses, se construit en mettant les entiers >0 sur les bords et en calculant chaque terme intérieur comme le produit du terme au-dessus et du terme à sa gauche, divisé par leur différence. Si {\displaystyle M(n,k)=1/L(n,k)}, {\displaystyle M(n,k)={\frac {M(n,k-1)M(n-1,k-1)}{M(n,k-1)-M(n-1,k-1)}}}.  En formule exacte, {\displaystyle M(n,k)=k{\binom {n}{k}}}.
5. La somme des dénominateurs des termes de la ne ligne égale {\displaystyle \sum _{k=1}^{n}k{\binom {n}{k}}=n2^{n-1}}. Par exemple, dans la 3e ligne, la somme est {\displaystyle 3+6+3=12=3\times 2^{2}}.
6. Chaque terme est la somme infinie des termes de la colonne suivante en démarrant de la ligne suivante : {\displaystyle L(n,k)=\sum _{l=1}^{+\infty }L(n+l,k+1)}.
7. Le triangle contient des nombres qui vérifient la conjecture d'Erdős-Straus quand n est divisible par 4.

La propriété 2 est mise en évidence par cette disposition des nombres :

## Utilisation physique

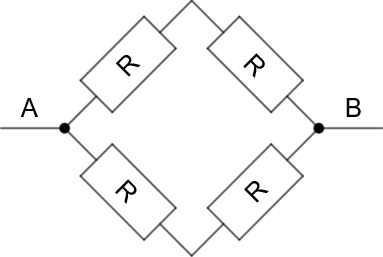
Illustration du problème de la résistance en carré. L'objectif est de calculer la résistance équivalente au circuit AB.

Un problème classique de physique est la détermination de la résistance équivalente d'un circuit. La résolution de ce problème fait intervenir les coefficients du triangle.
Pour un circuit composé d'une seule résistance {\displaystyle R}, la résistance équivalente est la résistance elle-même, soit {\displaystyle R_{eq}=R}. Pour un circuit composé d'un carré pour lequel chaque côté contient une résistance {\displaystyle R}, la résistance équivalente entre deux sommets opposés du carré vaut {\displaystyle {\frac {1}{R_{eq}}}={\frac {1}{2R}}+{\frac {1}{2R}}} car il y a deux résistance sur chaque côté du carré soir {\displaystyle R_{eq}=R}.
Le problème de la résistance en cube est un peu plus compliqué: on considère un cube dont chaque arête est une résistance {\displaystyle R}, on cherche à déterminer la résistance équivalente entre deux sommets d'une diagonale de ce cube. Pour le résoudre, il faut utiliser les symétries du problème grâce auxquelles on peut se ramener à un circuit contenant trois résistances en série de valeurs respectives {\displaystyle {\frac {R}{3}}}, {\displaystyle {\frac {R}{6}}} et {\displaystyle {\frac {R}{3}}} soit{\displaystyle R\times L(3,1)}, {\displaystyle R\times L(3,2)} et {\displaystyle R\times L(3,3)} et donc une résistance totale du cube de {\displaystyle R_{eq}=R\times \sum _{k=1}^{3}L(3,k)={\frac {5R}{6}}}.
Avec un peu d'abstraction, on peut imaginer une résistance en hypercube de dimension {\displaystyle n} sur laquelle chaque arête est une résistance {\displaystyle R} et on cherche toujours à calculer la résistance équivalente de l'hyper-diagonale. Avec les mêmes règles de symétries que précédemment on parvient à simplifier le circuit en {\displaystyle n} résistances en série dont la {\displaystyle k}-ième a une résistance de {\displaystyle R\times L(n,k)} soit {\displaystyle R_{n,eq}=R\times \sum _{k=1}^{n}L(n,k)}